# Esmeralda Berbel
Pour les articles homonymes, voir Berbel et Perdiguero.
Esmeralda Berbel Perdiguero, née le 17 avril 1961 à Badalone, est une écrivaine espagnole.

## Biographie
Originaire de la ville de Badalone où vivaient ses parents, elle passe une partie de sa jeunesse à Sant Adrià de Besòs où sa famille tenait un restaurant.
Étudiante, elle s'inscrit à l'université de Barcelone d'où elle sort diplômée en philologie hispanique.
En 1993, elle publie le conte No me dijo et Dormir y despertar, en langue espagnole, pour lequel elle est finaliste du prix de la narration en castillan de la Fundació La Caixa.
L'Association Montserrat Roig la distingue pour le conte Albahaca (1998), puis pour l'essai Amapolar (2003).
Elle publie des recueils de poèmes tels que Calma corazón, Calma ou encore Fumar en la bañera. Elle est parallèlement professeure d'écriture à l'Ateneu de Barcelone.

## Vie privée
Elle a été mariée pendant vingt-cinq ans avec l'acteur catalan Eduard Fernández dont elle a divorcé en 2015. Le couple a une fille, l'actrice Greta Fernández.